# Juanita Cruz Cruz
Juanita Arcelia Cruz Cruz (San Marcos Arteaga, Oaxaca, 1 de mayo de 1973) es una política mexicana, miembro del partido Movimiento Regeneración Nacional (Morena). Ha sido diputada federal y al Congreso de Oaxaca.

## Biografía
Es licenciada en Derecho egresada de la Universidad Autónoma Benito Juárez de Oaxaca (UABJO). Fue inicialmente miembro del Partido de la Revolución Democrática (PRD) y de la Unión Campesina Democrática.
De 1992 a 1994 fue regidora del ayuntamiento del municipio de San Marcos Arteaga, de 1992 a 1994 fue secretaria general, de 1997 a 1999 subsecretaria de Organización y de 1999 a 2000 secretaria de la Mujer, todo en el comité estatal del PRD. En 2000 fue también presidenta del Frente de Mujeres Mixtecas.
En 2001 fue elegida diputada a la LVIII Legislatura del Congreso del Estado de Oaxaca por representación proporcional, para el periodo de 2001 a 2004. En dicho cargo fue presidenta de la Mesa Directiva; presidenta de la comisión de Estudios Constitucionales; e integrante de las comisiones de Presupuesto, Programación y Cuenta Pública; y, de Administración de Justicia.
De 2005 a 2008 fue consejera y secretaria de la mesa directiva del Consejo Nacional del PRD. En 2009 fue elegida diputada federal por representación proporcional a la LXI Legislatura de dicho año a 2012. En la Cámara de Diputados fue presidenta de la comisión de Administración; secretaria de las comisiones de Justicia; y, de Participación Ciudadana; así como integrante de la comisión de Presupuesto y Cuenta Pública.
De 2013 a 2016 fue por segunda ocasión diputada al Congreso de Oaxaca, en esta ocasión por el Distrito 15 a la LXII Legislatura. Al terminar su periodo legislativo dejó el PRD y se integró en Morena. En las elecciones de 2018 resultó triunfadora al cargo de presidenta municipal de Huajuapan de León, asumiendo para el periodo de 2019 a 2021, y en éste último año buscó como candidata de Morena la reelección en el cargo, pero resultó derrotada por su competidor del PAN-PRI, Luis de León Martínez Sánchez.
A partir del 1 de diciembre de 2022 el gobernador Salomón Jara Cruz la nombró titular del Instituto de Planeación para el Bienestar.